# گرگوری گودمن
گرگوری گودمن (انگلیسی: Gregory Goodman) تهیه‌کننده فیلم اهل ایالات متحده آمریکا است.
از فیلم‌ها یا مجموعه‌های تلویزیونی که وی در آن‌ها نقش داشته است می‌توان به مردان ایکس: کلاس اول و چهار شگفت‌انگیز اشاره نمود.